# きっと、星のせいじゃない。
『きっと、星のせいじゃない。』（きっと ほしのせいじゃない、The Fault in Our Stars）は、2014年のアメリカ合衆国の恋愛映画。ジョン・グリーンの小説『さよならを待つふたりのために』を原作としており、ジョシュ・ブーンが監督を務め、シャイリーン・ウッドリーとアンセル・エルゴートが主演を務める。また、ナット・ウルフ、サム・トラメル、ローラ・ダーン、ウィレム・デフォーらも出演している。
本作は批評家から高く評価されており、中でもウッドリーの演技と脚本には称賛が集まっている。また、製作費1200万ドルにも拘らず、全世界で3億ドル以上の興行収入を稼いでいる。

## ストーリー
ヘイゼル・グレース・ランカスターはインディアナポリスに住む女の子で、賢いけれど皮肉っぽいところがある。しかし、彼女は甲状腺がんを患い、肺にも転移してしまった。ヘイゼルの母親であるフラニーは娘が落ち込んでいると思って、ヘイゼルにがん患者の支援団体に行って友達を作ることを強く勧めた。その集まりで、ヘイゼルは骨肉腫で足を失った男の子、オーガスタスと出会った。集まりの後、オーガスタスはヘイゼルを自分の家に招き、2人は親しくなった。ヘイゼルが帰る前に、2人はお互いのおすすめの小説を読むことにした。ヘイゼルはオーガスタスに『An Imperial Affliction』を薦めた。この本はアンナという名前のガンを患っている女の子を主人公にしたもので、アンナとヘイゼルの境遇にはどこか重なるものがあった。オーガスタスは本を読み終え、あまりにも唐突な結末に苛立った。そこで、ヘイゼルは『An Imperial Affliction』の出版後、オランダのアムステルダムに引きこもってしまい、それ以降音沙汰のない作者、ピーター・ヴァン・ホーテンについてオーガスタスに説明した。
数週間後、オーガスタスはヘイゼルにヴァン・ホーテンのアシスタントであったルドウィグの足取りをつかみ、彼女を通してヴァン・ホーテンとEメールのやり取りを始めたと伝える。ヘイゼルはヴァン・ホーテンに『An Imperial Affliction』のあいまいな結末について尋ねた。ヴァン・ホーテンの返事はそのことに関しては自分が会って直接伝えたいというものだった。ヘイゼルはフラニーにアムステルダムへ行ってもいいかどうか訊いた。フラニーはお金がないこととヘイゼルの体調のことを考えてアムステルダム行きに反対した。その後、オーガスタスはチャリティー団体の支援を受けてアムステルダム行きの飛行機のチケットを入手し、ヘイゼルを驚かせた。
旅行の数日前、ヘイゼルは胸水に苦しみ、集中治療室（ICU）に送られることになった。当初、ヘイゼルの医療チームはアムステルダム行きに難色を示したが、説得の末、許可が下りた。ヘイゼルとオーガスタスはアムステルダムに到着し、ヴァン・ホーテンから高級レストランでの食事の予約をしておいたと連絡があった。食事の最中に、オーガスタスはヘイゼルに告白した。2人はヴァン・ホーテンに会ったが、彼はもはやメールのやり取りをしてくれた親切な作家ではなく、重いアルコール依存症患者であるのをみてショックを受けた。ヴァン・ホーテンの代わりにヘイゼルとオーガスタスに会う約束をし、食事を予約したのはルドウィグだったのである。ヴァン・ホーテンはルドウィグの行動を知らなかったため怒った。そして、フィクションに過ぎない自分の小説の結末の意味を知りたがっているヘイゼルを嘲笑し、ヘイゼルの病状をからかった。
2人は落胆してヴァン・ホーテンの住む家を離れた。ルドウィグはその埋め合わせをするために2人を観光に誘った。3人はアンネ・フランクの家を訪れた。家には階段が多いため、ヘイゼルは頑張って上った。旅行の終わりに、オーガスタスとヘイゼルはロマンティックなキスをした。2人はホテルに戻り、初めてセックスをした。翌日、オーガスタスはヘイゼルに自分のガンが再発したことを伝える。インディアナポリスに戻るとすぐに、オーガスタスの体調が悪化していった。オーガスタスは2、3日の間ICUに運び込まれ、死が近いことを悟った。オーガスタスは自分の生前葬に盲目の親友アイザックとヘイゼルを招き、2人は事前に書いておいた頌徳の言葉を読み上げた。ヘイゼルはヴァン・ホーテンの小説のテクストを引用し、オーガスタスと一緒にいられる短い時間は何物にも代えがたいと言った。
8日後、オーガスタスは亡くなった。ヘイゼルはオーガスタスの葬儀で思わぬ人物と会う。

## An Imperial Afflictionに関して
『An Imperial Affliction』は原作の小説にも映画にも登場するピーター・ヴァン・ホーテンが執筆した架空の小説である。この架空の小説は本作の主題と物語をよりはっきりさせるためのものである。原作者のジョン・グリーンはヘイゼルとオーガスタスがお互いに愛を表現する際に、「okay」という表現を使用した。この言葉はヘイゼルとオーガスタスにとって特別な意味を持つ言葉となった。原作小説は「okay」という言葉を妹のアビゲイルと共に使用したブロガー、エッシャー・アールにインスパイアされたものである。

## キャスト
※括弧内は日本語吹替
- ヘイゼル・グレース・ランカスター - シャイリーン・ウッドリー（永田亮子）
- オーガスタス・ウォルターズ - アンセル・エルゴート[10]（逢笠恵祐）
- アイザック - ナット・ウルフ[11]（石上裕一）： オーガスタスの親友
- フラニー・ランカスター - ローラ・ダーン[11]（井上喜久子）： ヘイゼルの母親
- マイケル・ランカスター - サム・トラメル（英語版）[12]（後藤敦）： ヘイゼルの父親
- ピーター・ヴァン・ホーテン - ウィレム・デフォー[13]（横島亘）
- ルドウィグ・ヴリーゲンサート - ロッテ・ファービーク： ヴァン・ホーテンのアシスタント
- パトリック - マイク・バービリア（英語版）[14]
- 幼少時のヘイゼル - リリー・ケンナ[15]

## 製作

### プリ・プロダクション
2012年1月31日、20世紀FOX傘下のFox2000がジョン・グリーンの小説『さよならを待つふたりのために』の映画化権を獲得した。そして、テンプルヒル・エンターテインメントのウィック・ゴッドフリーとマーティ・ボーウェンが本作の製作を担当することになった。2013年2月19日、ジョシュ・ブーンが監督を、スコット・ノイスタッターとマイケル・Ｈ・ウェバーが脚色をすることが決定した。

### キャスティング
2013年3月19日、エンターテインメント・ウィークリーはシャイリーン・ウッドリーが主人公ヘイゼル・グレイス・ランカスターを演じることに決まったと報道した。監督のジョシュ・ブーンは「われわれはヘイゼル役を選出するために150人近くの女優を見た。僕が見たのはそのうちの50人ほどだったがね。シャイリーンのオーディションにかかった時間は10秒か15秒だったと思うけど、僕は彼女こそヘイゼルだと思ったよ。彼女が台本を持ち上げているとき、目を垣間見てそう思ったんだ。」と語っている。2013年5月10日、アンセル・エルゴートがオーガスタス・ウォルターズを演じることが決まった。同年7月23日、ローラ・ダーンがヘイゼルの母親であるフラニー・ランカスターを、ナット・ウルフがオーガスタスの盲目の親友を演じることが報道された。ウルフはハフポスト・ライブにおいて、「僕はとても幸運だったよ。興奮している。僕がとても優れた才能を持った人たちと仕事ができるなんて。素晴らしい人びとと仕事をするから、僕は映画の中でよく見えるんだろうね。」と述べた。8月14日、サム・トランメルがヘイゼルの父親であるマイケル・ランカスター役に決まった。8月28日、原作者のジョン・グリーンが自身のTwitterでマイク・バービリアがパトリックを演じる予定だと述べた。9月6日、グリーンはウィレム・デフォーがヴァン・ホーテンを演じるとツイートした。
こうした報道に先立って、ジョン・グリーンはメイ・ホイットマンがヘイゼルを演じてくれたらうれしいとツイートしている。また、2013年2月には、シャイリーン・ウッドリーとヘイリー・スタインフェルドが主役候補に挙がっているとの情報が流れた。
原作者のジョン・グリーンは本作にカメオ出演する予定であった。そのシーンは撮影済みで、グリーンは空港でヘイゼルのつけているカンニューレが何をするものなのかヘイゼル本人に聞いてしまう少女の父親を演じていた。しかし、そのシーンは通常版からはカットされている。グリーンは「自分の出演シーンがカットされたのは、全体を通してみた場合、そのシーンが不必要だったからだろうね」とコメントしている。なお、グリーンの出演したシーンは本作のDVDとBlu-ray Discに収録されている。

### 撮影
主要撮影は2013年8月26日から、ペンシルベニア州ピッツバーグで始められた。ロケ地にはピッツバーグ市郊外のオークモントや老舗ホテルのマンションズ・オン・フィフスホテルなどが選ばれた。教会のシーンはピッツバーグ郊外のレバノン山にある聖パウロ聖公会で行われた。ペンシルベニア州での撮影は10月10日までに終了した。その後、オランダのアムステルダムでの撮影が10月14日に始まった。10月16日には主要撮影は終了した。
アムステルダムでは3日間にわたって撮影が行われた。その際にウッドリーとエルゴートが運河沿いのベンチに座っている姿が撮影されている。ガーディアンの報道によると、2014年7月2日に、2人が座ったベンチが何者かに盗まれた。アムステルダム市当局も所在を突き止められなかった。アムステルダム市の広報官ステファン・ホークは「市はベンチの盗難に困惑しているが、数週間以内に新しいベンチを元の場所に設置するので大丈夫」と発表した。一週間後、エンターテインメント・ウィークリーがアムステルダムの映画会社によって撮影されてTwitterにアップロードされた、市の職員がベンチを設置している最中の写真を掲載した。盗まれたベンチが戻ってきたのである。

### 音楽
インディー・ロックバンドのブライト・アイズのマイク・モーギスとネイト・ウォルコットが本作で用いられている楽曲を作曲した。2014年4月13日、M83、コーダライン、チャーリー・エックス・シー・エックス、トム・オデール、ジェイク・バグ、エド・シーラン、バーディーらの楽曲を収録したアルバムの楽曲リストが公開された。本作のサウンドトラックはアメリカでは2014年5月19日に、イギリスでは同年7月23日にアトランティック・レコードから発売された。

## マーケティング
ファースト・トレイラーは2014年1月29日に公開された。1日経たないうちに、300万回以上再生され、一週間で1500万回以上再生された。2014年4月23日に行われたMTVムービー・アワード2014の授賞式の前に本作のビデオクリップが上映された。より長い尺のトレイラーは2014年4月28日に公開され、20世紀フォックスはYouTubeを通して映画公開前の宣伝としてさらにビデオクリップを公開した。
2014年4月2日、製作会社は「私たちの星を求めて」と題したプロモーション・ツアーを行うことを発表した。ファンがリブログした回数の最も多い州にグリーン、ウッドリー、エルゴート、ウルフの4人が赴くという計画である。その結果、5月6日にフロリダ州マイアミ、7日にオハイオ州クリーブランド、8日にテネシー州ナッシュビル、9日にテキサス州ダラスを4人が訪れることになった。

## 公開
本作は2014年6月2日にニューヨークのジークフリート・シアターに招待された300人の観客の前で初めて公開された。その場で、原作者のグリーンは「ハリウッドが製作した病気を題材にした映画の中で、感傷的ではないものはなかった。だから、私は本作の映画化権を売りたくなかったんだけどね。」と『さよならを待つふたりのために』の映画化に消極的だったことを明かした。本作は、6月6日に劇場公開された。ニューヨークでの記念イベントの後、エヴァジェリン・アールという学生が本作の原作となったグリーンの『さよならを待つふたりのために』は自分の姉のエッシャー・アールにインスパイアされたもので、エッシャーは本のもう一人の著者と言ってもよい、と述べた。エッシャーは甲状腺がんのために2010年に亡くなった。エヴァジェリンによると、エッシャーは2009年にボストンで開催されたハリー・ポッターシリーズのファンが集うリーキーコンでグリーンに会った。グリーンも「エッシャーに会うことがなかったら、『さよならを待つふたりのために』を執筆することはなかっただろう。あの本のすべての言葉は彼女と過ごした時間から生まれたといってもいい。」と述べている。

## 興行収入
本作は北米市場において約1億2400万ドルを、海外において約1億7800万ドルを稼ぎ出した。つまり、全世界で約3億400万ドルを稼ぎ出したことになる。
公開初週の木曜日のナイトショーにおいて、本作は820万ドルを稼ぎ出した。この数字はウッドリーとエルゴートの二人が出演し、3月に公開された『ダイバージェント』の490万ドルを上回るもので、アメリカン・コミックを原作とした『アメイジング・スパイダーマン2』（870万ドル）や『X-MEN:フューチャー&パスト』（810万ドル）と同じくらいの数字である。また、一般公開された金曜日には2610万ドルを稼ぎ出した。この数字は『ダイバージェント』の2280万ドル、本作の前の週に公開された『マレフィセント』の2420万ドル、そして本作と同じ日に公開された『オール・ユー・ニード・イズ・キル』の1070万ドルを上回るものであった。好調な売り上げの一因に「前夜祭」の開催があった。これは、25ドルのプレミアム・チケットを売り出し、買った客には本作の鑑賞後にウッドリー、ウルフ、エルゴート、グリーンが参加するセッションに出る権利を与えるというものであった。
最終的に北米での公開初週末には、3713館で公開され、$48,002,573（一館当たりの興行収入は$15,128）を稼ぎ出し、週末興行収入ランキング初登場1位となった。本作の初週興行収入が同じ週に公開された、大スタートム・クルーズ主演で、莫大な製作費（1億7800万ドル）をかけた上に批評家からも絶賛された『オール・ユー・ニード・イズ・キル』の初週興行収入（2910万ドル）を上回ったことは映画関係者に衝撃を与えた。
2014年9月18日、デッドラインのアニータ・ブッシュが「『きっと、星のせいじゃない。』の興行収入が3億ドルを超えるとは思わなかった。もし本作が公開時に一大旋風を巻き起こしていれば、この数字は妥当なものだった。しかし、『きっと、星のせいじゃない。』は夏に公開された多くの大作映画やアニメ映画と競合していており、頭一つ抜けていたわけではなかった。ここまでのヒットは本当に想定外だった。」と述べた。本作の大ヒットの理由を「プロデューサーのマーティン・ボーウェンとウイック・ゴッドフリーは『さよならを待つふたりのために』の映画化を必死にプッシュし、ついにはフォックスの重役であるエリザベス・ギャブラーを動かし、映画化にこぎつけた。ただし、ギャブラーは製作費を決定する権利はフォックスが持つという条件を付けた。そのため、2人は通常より少ない製作費でやりくりしなければならず、『きっと、星のせいじゃない。』が単なるがんを患ったティーンエイジャー同士のお涙頂戴のラブストーリーになってしまう可能性も十分にあった。しかし、2つの幸運が映画を救った。それは、スコット・ノイスタッターとマイケル・Ｈ・ウェバーが素晴らしい脚本を書き上げたことと、現場で製作を担当していたエリン・シモニフが限られた映画の製作費を最大限に活用したことである。」とブッシュは分析している。
日本では2015年2月20日に211スクリーンで公開され、3868万6500円を稼ぎ出し、週末興行収入ランキング初登場10位となった。

## DVD
本作のブルーレイとDVDは2014年9月16日に北米で発売された。Little Infinities Extended Editionと銘打った物も発売されており、126分の劇場公開バージョンと133分の特別バージョンが収録されている。また、原作者ジョン・グリーンのカメオ出演も含めたいくつかの削除シーンも収録されている。

## 評価

### 批評家からの評価
本作は批評家から非常に高い評価を受けた。特にウッドリーの演技とノイスタッター&ウェバーによる脚本は絶賛されている。映画批評集積サイトRotten Tomatoesには、166件のレビューがあり、批評家支持率は80%、平均点は10点満点で6.8点となっている。サイト側による批評家の意見のまとめは「ベストセラー小説の映画化という話題性に甘んじることなく、本作は知性に裏付けされていて、面白みがあり、感動的な作品となっている。」である。また、Metacriticには45件のレビューがあり、加重平均値は69/100となっている。なお、本作のCinemaScoreはA＋寄りのＡとなっている。
フィラデルフィア・インクワイアラーのスティーヴン・レアは本作に4つ星評価で3つ星を与え、「ウッドリーは・・・優雅さと厳粛さ、機知と感情のバランスをとっている。」と評した。デンバー・ポストのリサ・ケネディは「大作映画にはヒロイズムに隠された教訓があるが、本作のように人間が持てる程度の不屈の精神を語るのはよいことだ。」とした。ニューヨーク・タイムズのA・O・スコットは「映画というものは観客を悲しくさせる。つまり、少しばかり鼻をすすらせたり、言葉に詰まらせたりするだけではなく、鼻水を垂れ流すほど泣かせたり、涙をボロボロ出させたりするものなのだ。この映画はその域に達している。」と述べている。ボストン・グローブのタイ・バールは4つ星評価で2つ星半を本作に与え、「もしエルゴート演じるオーガスタスが浅薄な魅力しか持っておらず、極めて痛々しいものであるならば、本作は、自分の出演する映画に常に慎重な姿勢をとっている俳優、シェイリーン・ウッドリーの映画といえるのではないか」とウッドリーの演技に賛辞を送っている。
クイックフリックスのサイモン・ミラウドは本作に5つ星評価で3つ星を与え、「『きっと、星のせいじゃない。』を見ると打ちのめされるような衝撃を味わうのは疑い得ない。」と評した。シカゴ・サンタイムズのリチャード・ローパーは本作に4つ星を与え、「ウッドリーの演技は卓越していて、純粋で、本物だ。記憶に残るものだった。」と述べている。フォーブスのスコット・メンデルソンは本作を「質が非常に高いエンターテインメント作品である。まさしく芸術作品だ」と評している。エンパイアのアンナ・スミスは「ロマンスとシャイリーン・ウッドリーの最高の演技に出会える作品」と評価した。ディジタル・スパイのエマ・ディブディンは「『きっと、星のせいじゃない。』は鮮やかで洗練された感動を与えてくれるお涙ちょうだいの映画で、知性溢れるティーンエイジャーたちが登場する映画だ。その重苦しい主題に痛烈なウィットとやさしさでぶつかっている。」と述べた。デイリー・スターのアンディー・リーは「ティーンエイジャー二人の恋が進むにつれて、内容に重みが出てくる映画」と評している。BlackFilm.comのウィルソン・モラレスはウッドリーとエルゴートの演技をほめたうえで、「演技をする2人は魅惑的で純粋だ。何とかしてこの強烈に胸を刺す映画を感動的で、ロマンティックで、面白いものにしようとしている姿を見て取れる」としている。
『タイム』のリチャード・コーリスは「映画の中のヘイゼルとオーガスタスは、目先のことを考えて生きているように思える。それは、2人を演じている俳優が若いからだろう。」と述べた。ダラス・モーニングニュースのクリス・ヴォンガーは本作にB＋という評価を下し、「『きっと、星のせいじゃない。』はウィットに富んでいて生き生きとしている。ただ、ほんの少し感傷的なところがある。」とした。USAトゥデイのクローディア・プイグは本作に4つ星評価で2つ星半を与え、「よい脚本とよい演技があり、甘酸っぱく、面白くて、かつ、深い洞察がある」と評している。エンターテインメント・ウィークリーのクリス・ナシャワティは本作を「面白くて、甘くて、大いに泣ける映画」だとしてB評価を下した。グローブ・アンド・メールのジェフ・ペヴェレは「本作は観客が現実の生活で持つ期待を裏切っているかもしれない。しかし、それはティーン向け映画のしきたりをバッサリと切り倒しているということなのだ。」と述べている。マイアミ・ヘラルドのコニー・オーグルは本作を評して「突然あったかくなったり、ユーモアがあったりする、甘く、ロマンティックな映画だ。」といった。A.V.クラブのA・A・ダウドは本作にB判定を下したうえで「電撃のようなウィットがちりばめられ、個性豊かで才能のあるキャスト陣によって魅力が増している。」と述べた。ローリング・ストーンのピーター・トラヴァースは「新鮮で生き生きとした恋愛劇だ。感動とユーモアがあふれていて、その質をウッドリーの演技で高めている。ウッドリーはカメラをの前でミスをすることがないといわれるほどの大女優だ。」とウッドリーを称賛し、4つ星評価で3つ星を与えた。
ガーディアンのピーター・ブラッドショーは本作に否定的な評価を下し、「この戯言のようなジョン・グリーンの小説を原作としたがん患者を題材にした妄想映画は、観客の涙腺を刺激することを目標にしている。しかもその狙いは見事に当たっている。」と5つ星評価で2つ星を与えた。ロジャー・イーバートのウェブサイトで批評を行うクリスティ・ルミールは4つ星評価で2つ星を与え、「観客を悲しみでいっぱいにさせようとしているシーンが多いにも拘らず、それが失敗している。メリハリがない。」と述べた。また、ルミールはエルゴートの演技を批判する一方で、ウッドリーの演技には「自らの運命を受け入れようとする気迫があり、自然に出てくる感情を見事に抑え込んでいる」と称賛している。デイリー・テレグラフのロビー・コリンは「オーガスタスは躁病を患った悪ガキの理想像のようだ。キルスティン・ダンスト、ゾーイ・デシャネル、ナタリー・ポートマンのようなガールフレンドに夢中になってしまう、世間知らずの若い男に見える。」と述べた。ナショナル・パブリック・ラジオのデヴィッド・エーデルシュタインは「僕は『きっと、星のせいじゃない。』という題名のティーンエイジャーのガン患者を題材にした恋愛映画のトレイラーを見て泣いた人々を見た。彼らは涙の川に浸かるために日常生活に潤いを与えてくれるものを必要としているんだ。確かに僕の涙腺は刺激されたが、僕は泣かなかった。泣く寸前ではあったが。あの映画は少しばかりずるいところがある。あまりにも泣かせようとしすぎだ。でも、監督の演出は穏やかで、演技は見事だった。過ち（Fault）が何であろうと、それは星々の中に（in stars）あるわけじゃない。」と言った。
米Facebookが発表した、2014年にFacebook上で話題になった映画トップ10で第6位にランクインした。

### 宗教家及び神学者からの評価
2人のキリスト教を信仰する批評家と何人かの神学者が本作にキリスト教的なテーマが存在することに言及し、本作をヘイゼルが信仰の道へと進んでいく過程を描写した映画と解釈している。カトリック・ニュース・エージェンシーのロバート・カロンは「ウォーターズ（オーガスタスの名字）と、グレイス（ヘイゼルのミドルネーム）がイエス＝キリストの聖心において出会い、それによって、2人が苦しみを分かち合っているにも拘らず、自分の人生をもう片方に捧げようとしているのは全くの偶然ではないと思う。だからこそ、ヘイゼルは順調に自分の心の中に巣食うニヒリズムと唯物主義を否認し、死という障壁をこえてオーガスタスの『okay』という言葉を感じることができたのだ。」「この映画はキリスト教に対する信仰の表れとして十分な映画だろうか。そう聞かれると、十分なものではないと答える。しかし、生きがいと信仰に至る道を見出そうとしてあがいている人間にとっては、その探求の出発点にはなるのではなかろうか。」と述べている。

### 受賞
| 賞                                       | カテゴリ                 | 対象                                                           | 結果       |
| ---------------------------------------- | ------------------------ | -------------------------------------------------------------- | ---------- |
| 第15回ゴールデン・トレイラー賞           | ロマンス映画部門         |                                                                | 受賞       |
| ゴールデン・スペース・ニードル賞         | 作品賞                   |                                                                | ノミネート |
| ティーン・チョイス・アワード2014         | ドラマ映画賞             |                                                                | 受賞       |
| ティーン・チョイス・アワード2014         | ドラマ映画男優賞         | アンセル・エルゴート                                           | 受賞       |
| ティーン・チョイス・アワード2014         | ドラマ映画女優賞         | シェイリーン・ウッドリー                                       | 受賞       |
| ティーン・チョイス・アワード2014         | ブレイクアウト・スター賞 | アンセル・エルゴート                                           | 受賞       |
| ティーン・チョイス・アワード2014         | シーン・スティラー賞     | ナット・ウルフ                                                 | 受賞       |
| ティーン・チョイス・アワード2014         | ケミストリー賞           | アンセル・エルゴート、ナット・ウルフ、シェイリーン・ウッドリー | 受賞       |
| ティーン・チョイス・アワード2014         | キス賞                   | アンセル・エルゴート、シェイリーン・ウッドリー                 | 受賞       |
| ヤング・ハリウッド賞                     | 男優賞                   | アンセル・エルゴート                                           | 受賞       |
| ヤング・ハリウッド賞                     | 女優賞                   | シェイリーン・ウッドリー                                       | ノミネート |
| ヤング・ハリウッド賞                     | ブレイクスルー男優賞     | アンセル・エルゴート                                           | ノミネート |
| ヤング・ハリウッド賞                     | スクリーン・カップル賞   | アンセル・エルゴート、シェイリーン・ウッドリー                 | 受賞       |
| ヤング・ハリウッド賞                     | キャスト・ケミストリー賞 |                                                                | 受賞       |
| ヤング・ハリウッド賞                     | フリック賞               |                                                                | 受賞       |
| アルゼンチン・キッズ・チョイス・アワード | 作品賞                   |                                                                | 受賞       |
| 第18回ハリウッド映画賞                   | ブレイクアウト女優賞     | シェイリーン・ウッドリー                                       | 受賞       |
| 第41回ピープルズ・チョイス・アワード     | お気に入りのドラマ映画   |                                                                | 受賞       |

## リメイク
2014年8月6日、インドのフォックス・スター・スタジオがボリウッドで本作をリメイクすることを計画していると発表した。スタジオのCEOであるヴィジャヤ・シンは2014年7月にインドで公開された英語版が100万ドル以上を稼ぎ出したと述べた。9月19日、スタジオのプロデューサーはホーミー・アドジャーニャーがリメイク版の監督を務めると発表した。同月25日、ディーピカー・パードゥコーンとヴァルン・ダワンが主演に内定したと報じられたが、最終的にムケーシュ・チャプラ監督により『ディル・ベチャーラ』として、スシャント・シン・ラージプート、サンジャナ・サンギの主演で2020年に公開された。